# Sam Phillips
Sam Phillips (nume complet Samuel Cornelius Phillips, n. 5 ianuarie 1923, Florence⁠(d), Alabama, SUA – d. 30 iulie 2003, Memphis, Tennessee, SUA) este cunoscut ca primul producător care l-a înregistrat pe Elvis Presley. În 1952 a fondat casa de discuri Sun Records, la care, începând cu 1954 au realizat înregistrări Elvis Presley, Jerry Lee Lewis, Johnny Cash, Carl Perkins, Roy Orbison și alți artiști. La o zi după moartea sa, studiorile Sun Records au fost declarate o piatră de hotar a istoriei naționale americane (National Historic Landmark).